# بز طلیعه (نقاشی)
بُز طلیعه (انگلیسی: The Scapegoat) نقاشی رنگ روغن اثر ویلیام هولمن هانت است که بز طلیعه را که در سفر لاویان توصیف شده، به‌تصویر کشیده‌است. در روز یوم‌کیپور باید شاخ‌های بزی را در پارچه‌ای قرمز به عنوان گناهان جامعه، بپیچند و رهایش کنند. هانت کشیدن این نقاشی را در ساحل دریای مرده آغاز کرد و آن را در استودیوی خود در لندن به‌پایان برد. از این نقاشی دو نسخه وجود دارد؛ یکی کوچک و با رنگ‌های روشن‌تر که در آن بزی با موهای تیره و یک رنگین‌کمان کشیده شده و در نگارخانه هنر منچستر نگهداری می‌شود و دیگری، تابلویی بزرگ‌تر با درخشندگی کمتر و بزی با موهای روشن که در نگارخانه هنر لیدی لیور پورت سانلایت نگهداری می‌شود. هر دوی این نقاشی‌ها در یک دوره کشیده شده‌اند با این تفاوت که نسخه کوچک‌تر، نسخه اولیه دانسته شده و نسخه بزرگ‌تر آنی است که به‌نمایش درآمده‌است.